# Santa María del Río
Santa María del Río è una municipalità dello stato di San Luis Potosí, nel Messico centrale, il cui capoluogo è la omonima località.
Conta 40.326 abitanti (2010) e ha una estensione di 1.716,68 km².